# Manuel Gadea
Manuel Gadea, né le 2 janvier 1942, à Montevideo, en Uruguay, est un ancien joueur uruguayen de basket-ball.

## Palmarès
- Vainqueur du championnat d'Amérique du Sud 1969
- Finaliste du championnat d'Amérique du Sud 1961, 1968
- 3e du championnat d'Amérique du Sud 1963